# 12557 Caracol
12557 Caracol è un asteroide della fascia principale. Scoperto nel 1998, presenta un'orbita caratterizzata da un semiasse maggiore pari a 3,1567910 UA e da un'eccentricità di 0,0069103, inclinata di 4,82781° rispetto all'eclittica.